# 峇哥国家公园
峇哥国家公园 成立于1957年，是马来西亚砂拉越历史最悠久的国家公园。其占地27.27平方公里。距古晋约40公里。

## 植物
峇哥国家公园几乎包含了婆罗洲所有的植物类型，其内具有7个完整的生态系统及25种不同的植被。其中包括各种食虫植物（四种猪笼草、茅膏菜、狸藻）。

## 动物
峇哥国家公园内有约150只濒临灭绝的婆罗洲的特有种——长鼻猴。峇哥国家公园是“砂拉越观察长鼻猴的最佳去处”。

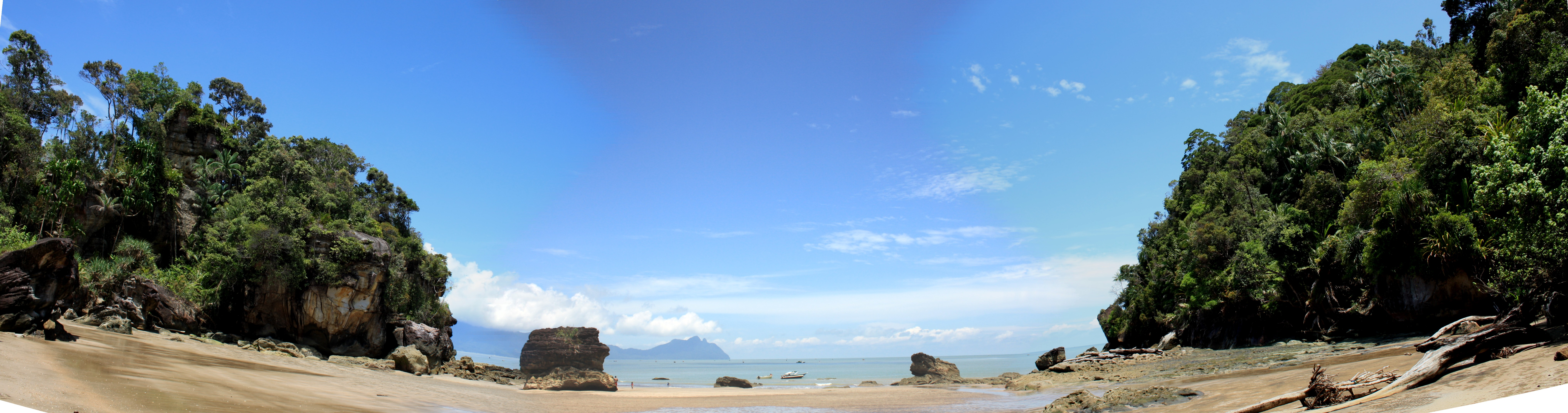
峇哥国家公园的沙滩全景